# Cabanas de Torres
Cabanas de Torres is een plaats (freguesia) in de Portugese gemeente Alenquer en telt 1 013 inwoners (2001).

## Foto's

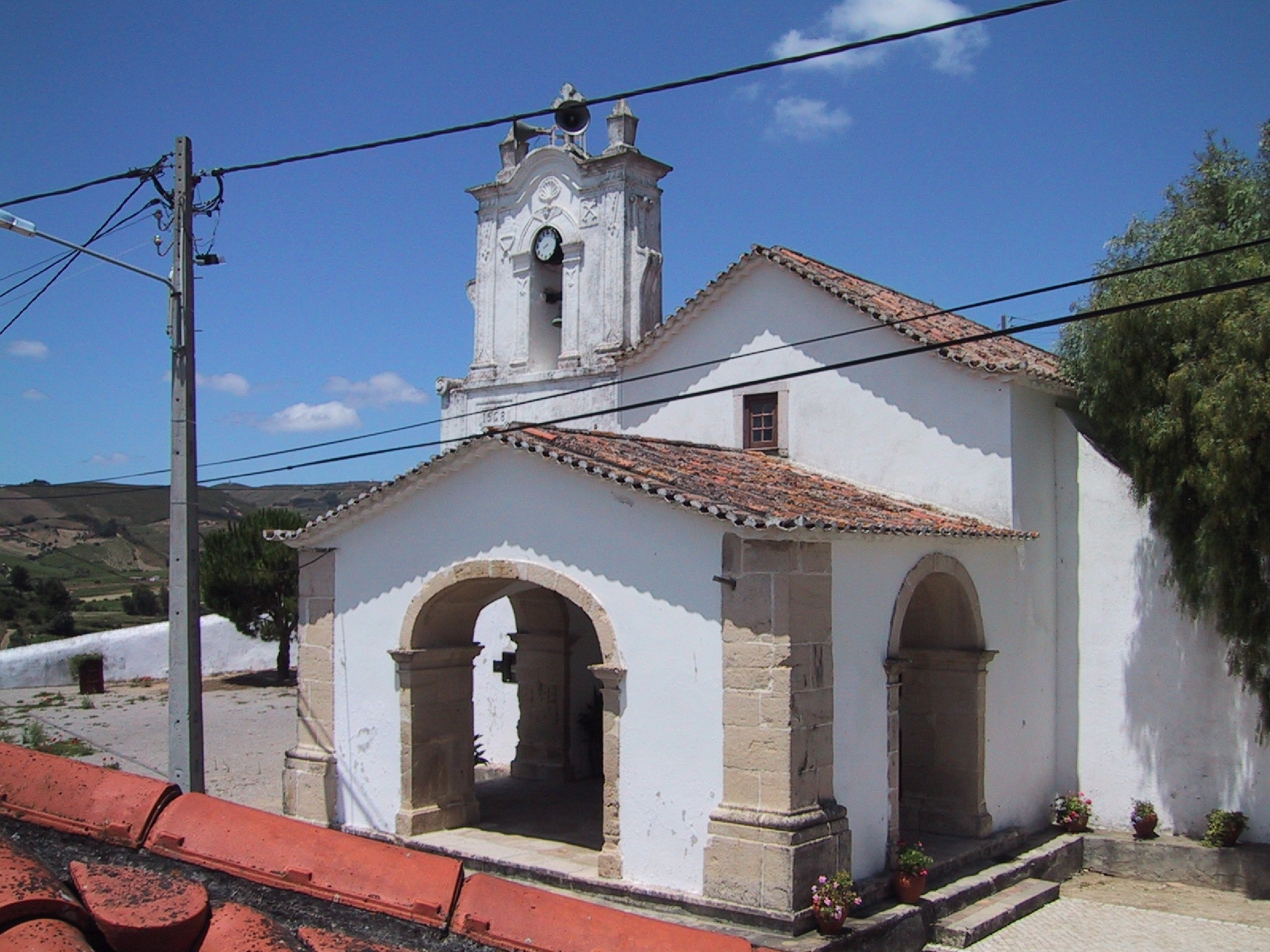
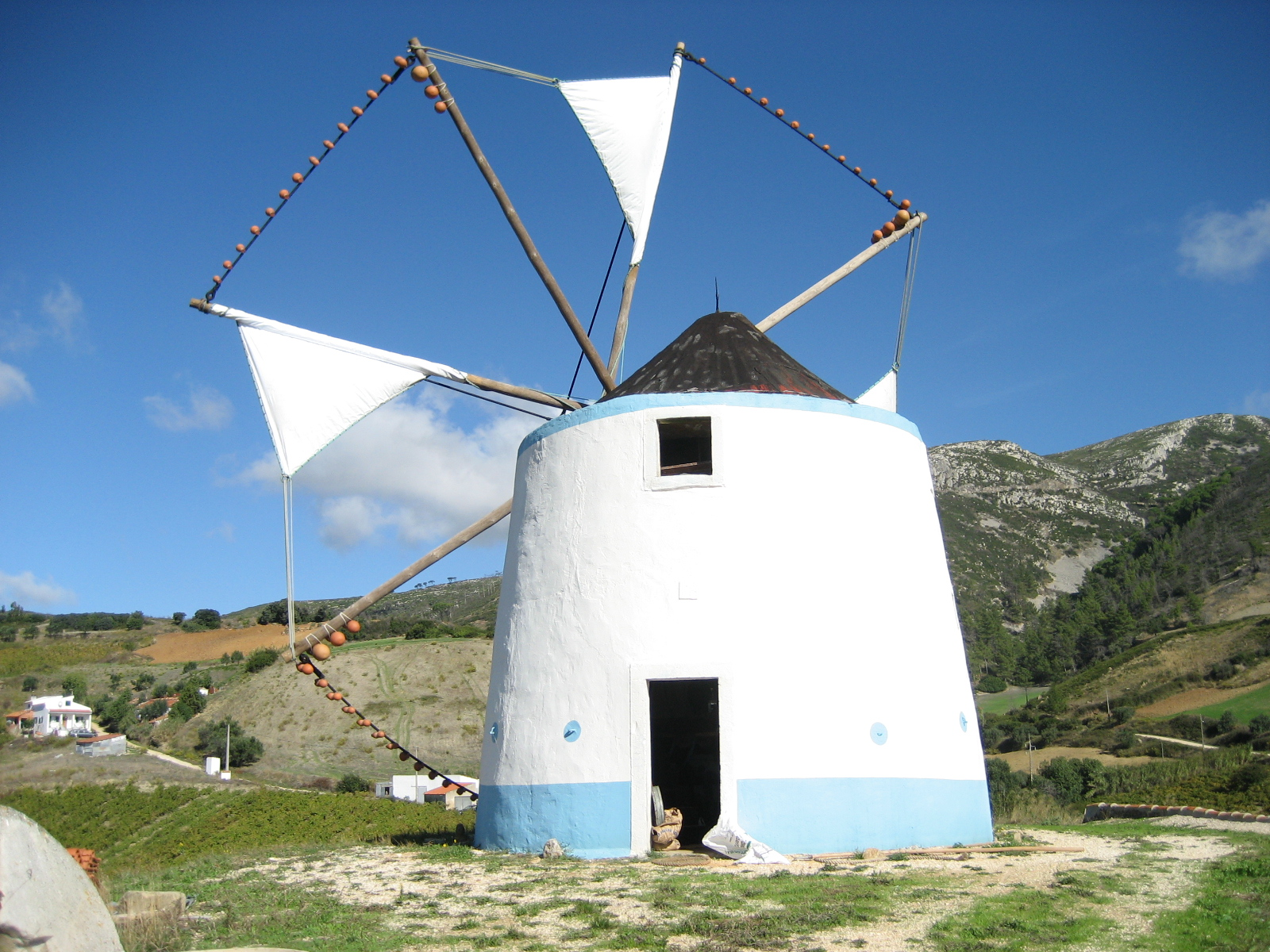
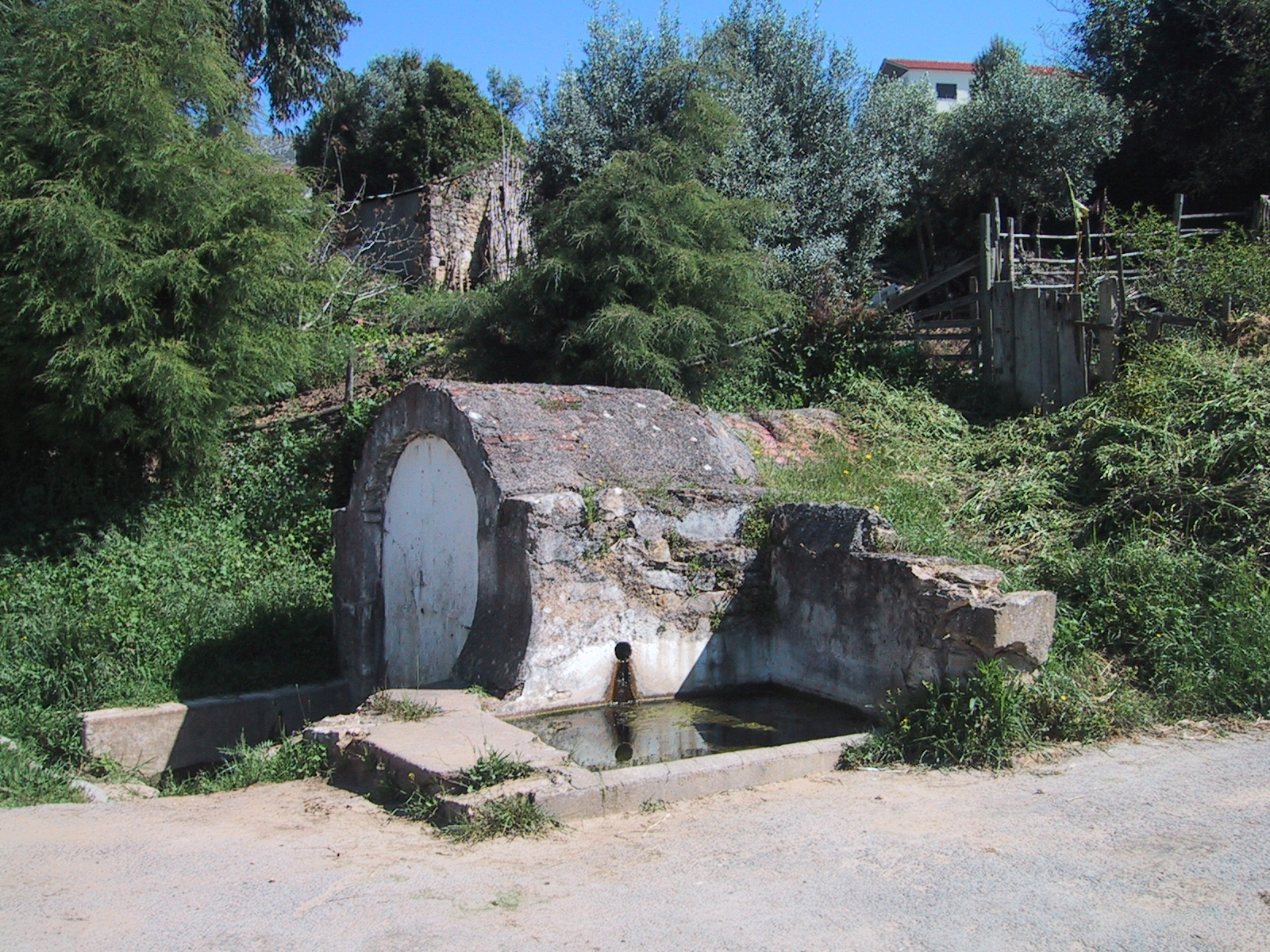